# Lessebo station
Lessebo station är en järnvägsstation i Lessebo i Kronobergs län längst Kust till kustbanan. 

## Historik
1874 öppnades tillsammans med Karlskrona–Växjö Järnväg en station i Lessebo. Stationen fick sitt första stationshus till invigning 1874. Stationshuset är numera ersatt med en vänthallsbyggnad. 1888 byggde Axel Hummel ut järnvägen till Kosta glasbruk från Lessebo för att de skulle få en bättre transportmöjligheter Sträckan från Lessebo till Kosta lades ner 1931. Godstrafiken lades ned 1994.

## Trafik
Stationen trafikeras (2023) av tåg från Öresundståg, Krösatågen och SJ och bussar från Länstrafiken Kronoberg.

## Galleri

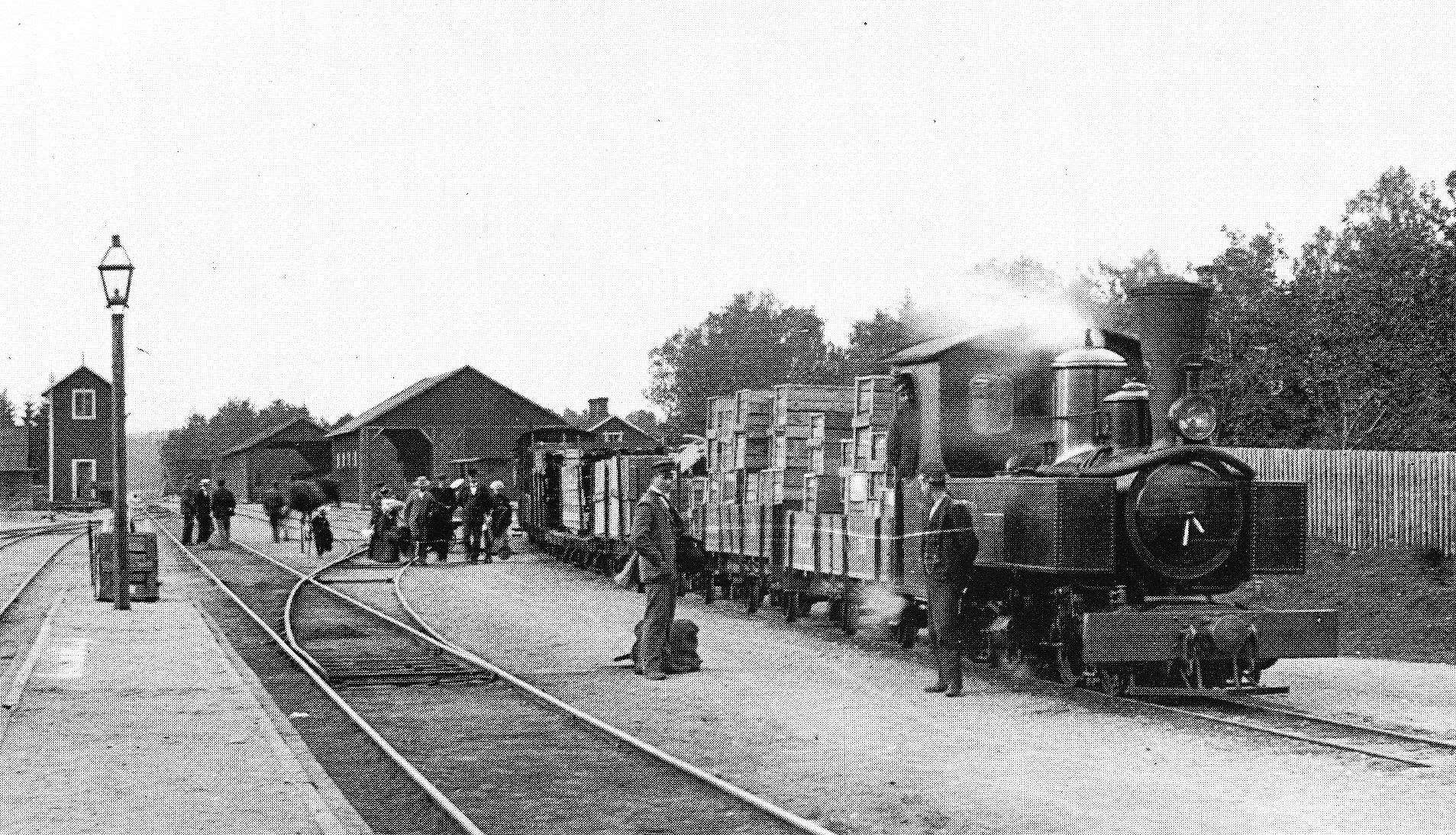
Tåg vid stationen, år 1905
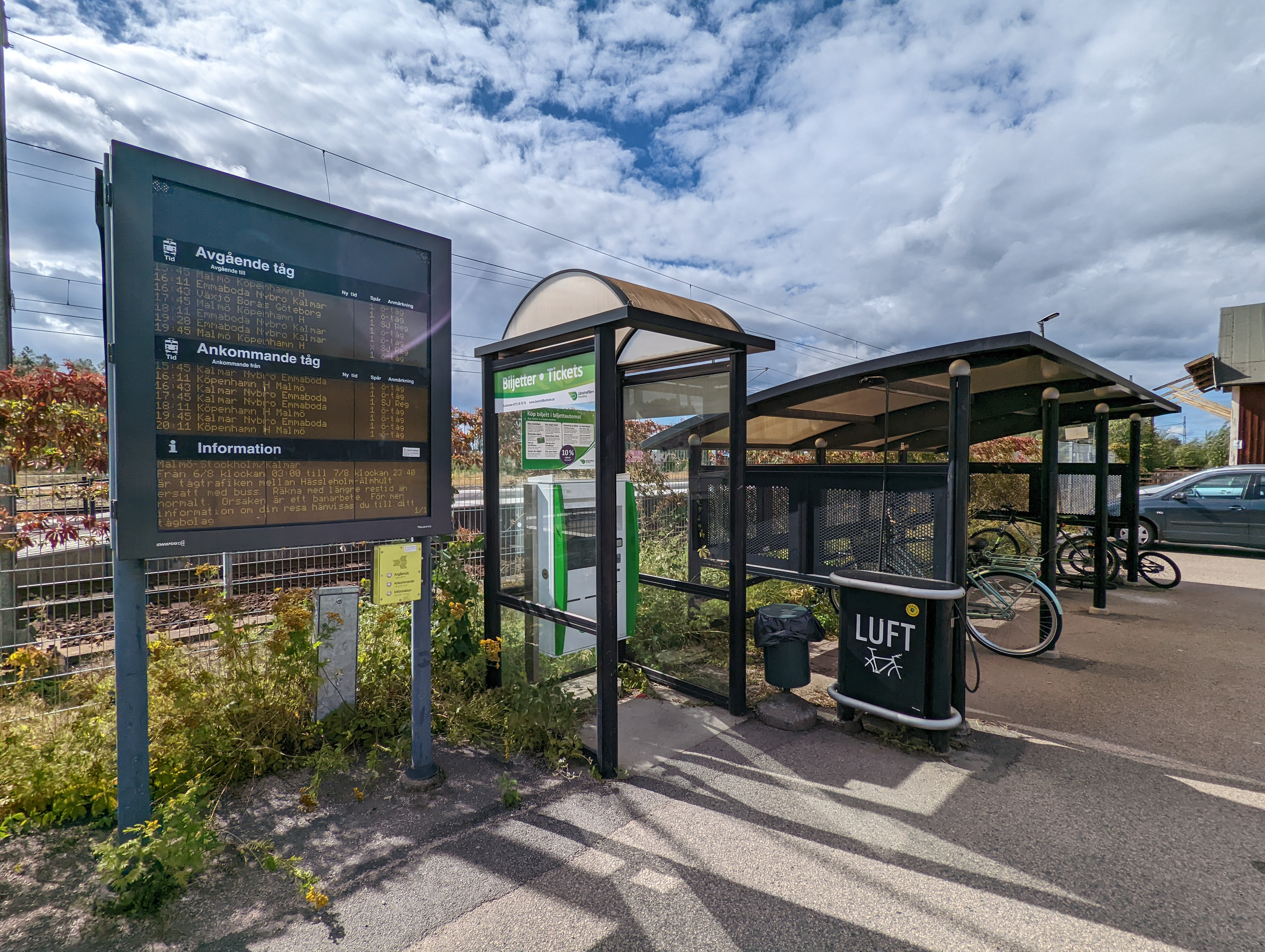
Cykelparkering och biljettautomat
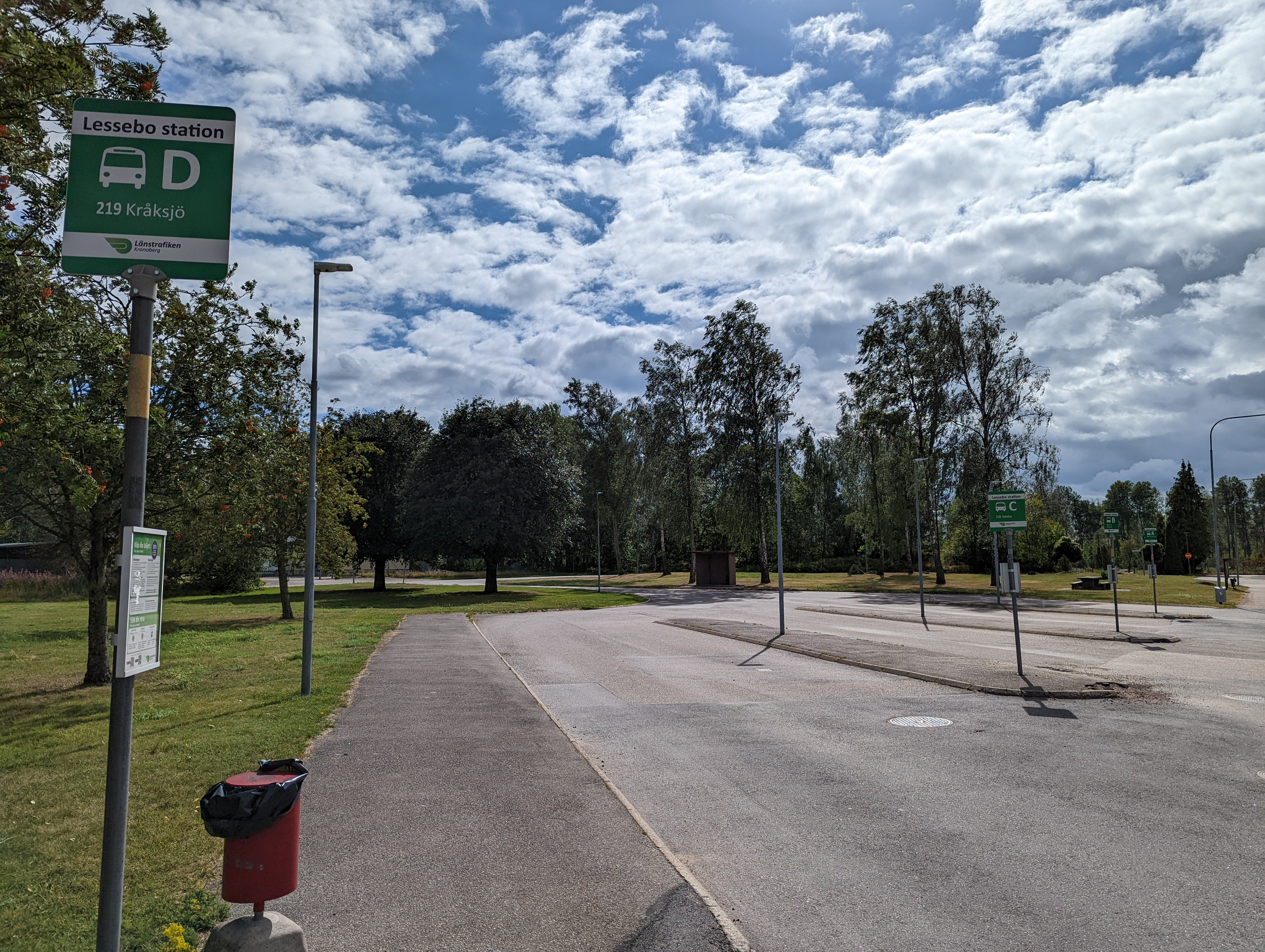
Busshållplatser